# Новгородов Володимир Євгенович

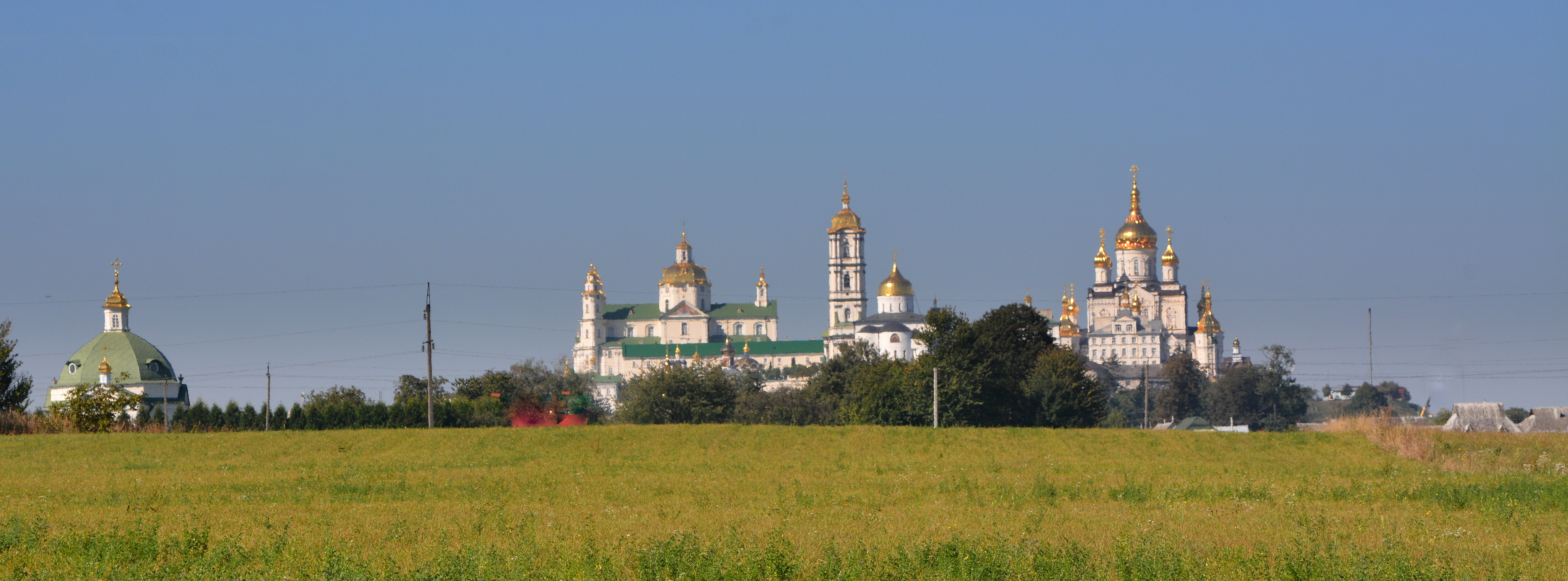
Панорама Почаївської лаври зі східного боку з Преображенським собором.

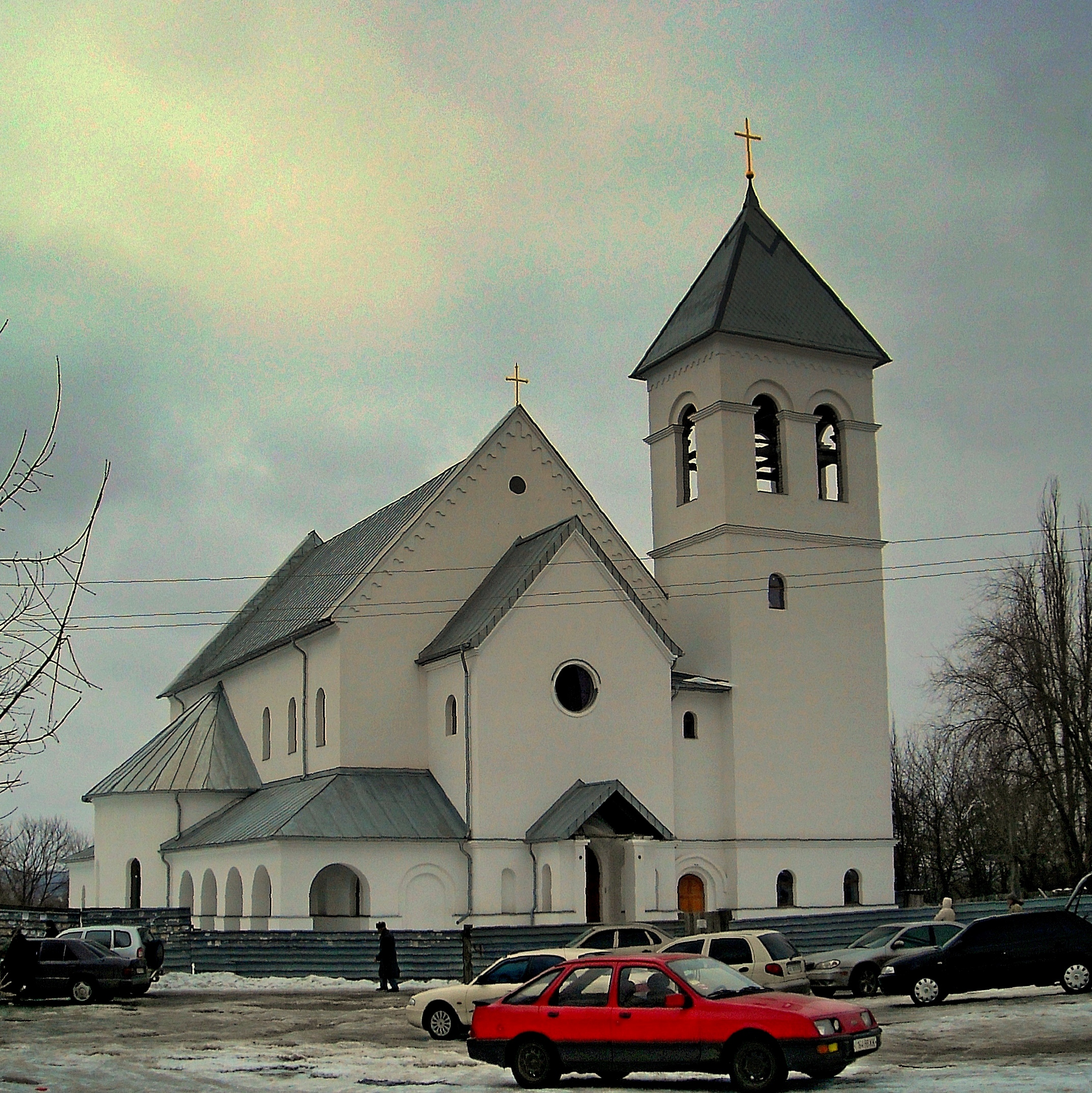
Римо-католицький храм у Харкові. 2010 рік

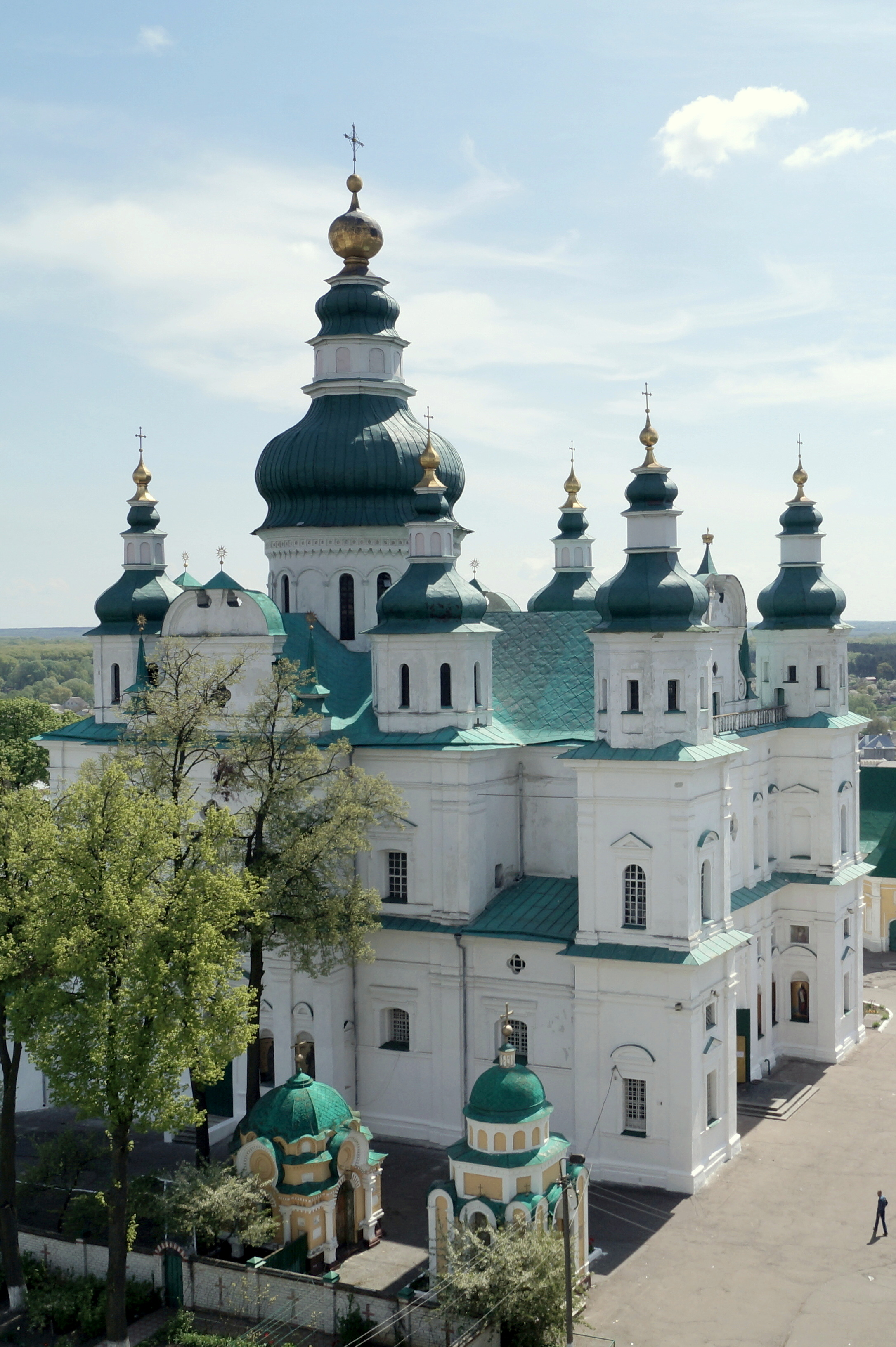
Троїцький собор у Чернігові. Реставрація у співавторстві з М. М. Говденко

Володимир Євгенович Новгородов (нар. 11 травня 1947, Харків) — архітектор, реставратор, дійсний член ICOMOS, член-кореспондент Української академії архітектури.

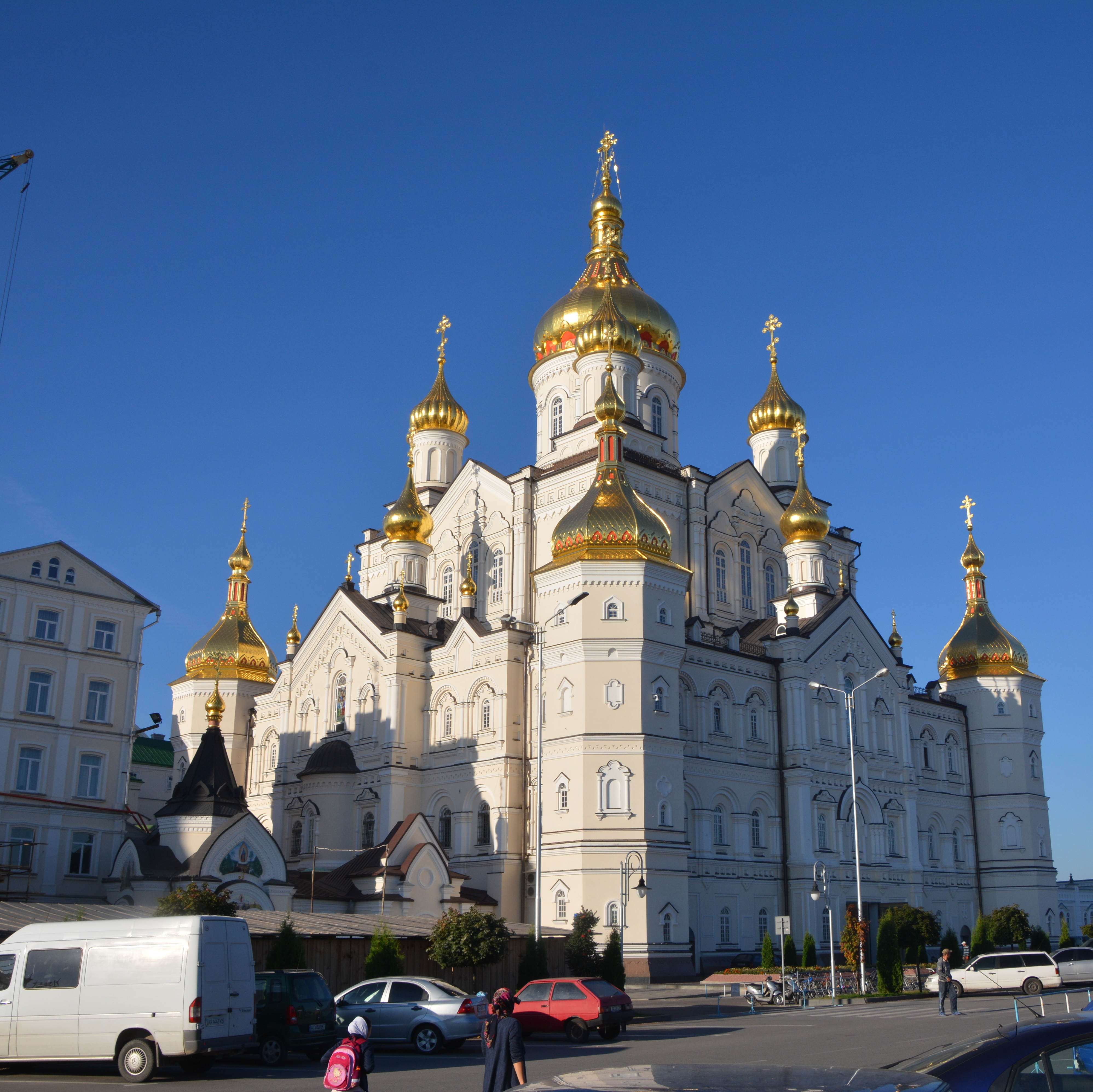
Преображенський собор Почаївської лаври

Автор проєкту Преображенського собору Почаївської лаври, який гармонійно розвиває ансамблевий комплекс цього монастиря, що складається з різноманітних по стилю та часу будівництва споруд — барокових Успенського собору і дзвіниці, Троїцького собору в формах псковсько-новгородської архітектури та інших будівель, які носять риси класицизму і різних історичних стилів. Новий собор, запроектований В. Є. Новгородовим поєднує об'ємно-просторові прийоми та архітектурні деталі, притаманні багатокупольним прямокутним соборам Київської Русі, барочним українським культовим будівлям 17століття на кшталт Троїцького собору у Чернігові, Військово-Микільського собору у Київі та волинськіх храмів з кутовими накутними баштами. Разом з тим споруда наслідує й характерну для багатьох українських храмів казацької пори схему розміщення бань по сторонах світу. Всі ці прийоми створюють оригінальний архітектурний образ, що збагачує силует ансамблю та придає йому рівноваги та завершеності.

## Життєпис
1970 р. — закінчив архітектурний факультет Харківського інженерно-будівельного інституту. Дипломний проєкт відзначено Дипломом першого ступеня Союзу Архітекторів СРСР.
1970—1976 рр. — працював в Українському спеціальному науково-реставраційному виробничому об'єднанні та Українському спеціальному науково-реставраційному проєктному інституті Держбуду УРСР (Київ).
1976—1977 рр. — начальник відділу пам'яток архітектури Києво-Печерського державного історико-культурного заповідника Міністерства культури УРСР (Київ).
1978—1987 рр. — займався науковою та викладацькою роботою у вищих навчальних закладах Харкова.
З 1987 р. — головний архітектор проєктів Харківської комплексної архітектурно-реставраційної майстерні інституту Укрпроєктреставрація.
1993—2008 рр. — директор Харківської філії інституту «УкрНДІпроєктреставрація».
З 1995 р. — доцент кафедри архітектурного проєктування і малюнка (нині кафедра архітектури будівель і споруд) Харківської академії міського господарства.
2008—2013 рр. — начальник проєктно-реставраційного відділу інституту «УкрміськбудПроєкт» (Харків), головний архітектор проєктів АТЗТ «Житлобуд-2», головний архітектор ТОВ «Вертикаль».
Новгородов є членом Національної спілки архітекторів України (з 1977 р.), член-кореспондентом Української академії архітектури (з 2005 р.), дійсним членом Міжнародної ради з охорони пам'яток та історичних місць ICOMOS (з 2005 р.). Автор більш ніж 70 проєктів реставрації низки архітектурних пам'яток в Україні та Росії, об'єктів нового будівництва у Харкові та Харківській області. Автор книг та наукових статей з історії архітектури України.

## Професійна діяльність
Автор проєктів реставрації архітектурних пам'яток:
- Аеровокзал, Харків. Пам'ятка архітектури середини XX століття. 1999 р.
- Будинок медичного товариства, Харків. Пам'ятка архітектури, кінець XIX століття. Реалізовано частково.
- Будівля «Інпромбанку» з прибудовою, Харків. Пам'ятка архітектури початку XX століття. 2003 р. — перша черга, 2011 р.- друга черга.
- Будівля вокзалу Південної залізниці, Харків. Пам'ятка архітектури середини XX століття. 1997—2003 рр.
- Будівля Головпоштамту, Харків. Пам'ятка архітектури початку XX століття. 1998 р., 2010 р.
- Будівля Держпрому, Харків. Пам'ятка архітектури XX століття. 2003—2004 рр. — перша черга.
- Будівля Ленінського (нині Холодногірського) виконкому по вул. Полтавський Шлях, Харків. Пам'ятка архітектури початку XX століття. 2003 р.
- Будівля Національного банку, Харків. Пам'ятка архітектури XIX — початку XX століття. 1998—2005 рр.
- Будівля Харківського національного університету ім. В. Н. Каразіна. Пам'ятка архітектури XX століття. 2004 р. — перша черга.
- Будівля по вул. Плеханівській, Харків. 2001 р.
- Будівля Головного управління Національної поліції України в Харківській області по вул. Жон Мироносиць, 13, Харків. Пам'ятка архітектури середини XX століття. 2002 р.
- Будівля Харківського національного університету мистецтв ім. І. П. Котляревського. Пам'ятка архітектури XIX століття. 2004 р.
- Будівля Харківської обласної ради по вул. Сумській, 64. Пам'ятка архітектури середини XX століття. 2003—2004 рр.
- Дзвіниця Благовіщенського собору, Харків. Пам'ятка архітектури 1902 р. 2000 р.
- Дзвіниця Воскресенської церкви, Суми. Пам'ятка архітектури XIX століття. 1975—1978 рр.
- Дзвіниця церкви, с. Пересічне Харківської області. Пам'ятка архітектури першої половини XIX століття. 1994 р.
- Миколаївська церква, м. Куп'янськ Харківської області. Пам'ятка архітектури середини XIX століття. 1995 р.
- Будівля по вул. Сумській, 106-а, Харків. Пам'ятка архітектури другої половини XIX століття 1999—2000 рр.[4]
- Церква в с. Урзуф Донецької області. Пам'ятка архітектури першої половини XIX століття. 1991—1994 рр.
- Будівля у с. Федорівка Полтавської області. Пам'ятка архітектури першої половини XIX століття. Реалізований не був.
- Пам'ятник Т. Г. Шевченку, Харків — проєкт благоустрою. 2003 р
- Свято-Пантелеймонівська церква по вул. Клочківській, 94, Харків. Пам'ятка архітектури XIX століття. 1988—1994 рр.
- Петропавлівська церква в с. Красне Донецької області. Пам'ятка архітектури середини XIX століття. 1990 р.
- Поштова контора на пл. Фейєрбаха, Харків. Пам'ятка архітектури першої половини XIX століття. 1993 р.
- Собор Успіння Пресвятої Діви Марії по вул. Гоголя, 4, Харків. Пам'ятка архітектури кінця XIX століття. 2001 р.
- Спаська церква у садибі Наталівка, Харківська область. Пам'ятка архітектури початку XX століття. 1994 р.
- Стіна Нижньої лаври, Київ. Пам'ятка архітектури XIX століття. 1972 р.
- Технологічна схема відновлення завершення дзвіниці Свято-Благовіщенського собору, Харків.
- Троїцька церква з відновленням дзвіниці, Харків. Пам'ятка архітектури середини XIX століття. 1995 р. — перша черга, 2010 р. — друга черга.
- Садибний комплекс в с. Качанівка, Чернігівська область.
- Садиба Сердюкова по вул. Чернишевській, 14, Харків. Пам'ятка архітектури початку XIX століття. 1993 р.
- Фасад будівлі Національного фармацевтичного університету по вул. Пушкінській, Харків. Пам'ятка архітектури початку XX століття. 2002 р.
- Фасади житлових і громадських будівель, пам'яток архітектури по вулицях Сумській, Полтавський Шлях, Алчевських, Мироносицькій та ін. у Харкові. 1988—2004 рр.
- Хоральна синагога, Харків. Пам'ятка архітектури початку XX століття. 1993—2003 рр.
- Церква в с. Кирсанове Харківської області. Пам'ятка архітектури початку XX століття. Реалізований не був.
- Церква Іоанна Богослова з відновленням дзвіниці, Харків. Пам'ятка архітектури другої половини XIX століття. 2008 р. — перша черга.
- Церква Святого Олександра Невського, Харків. Пам'ятка архітектури 1915 року. 1998 р.
- Миколаївська церква, м. Прилуки Чернігівської області. Пам'ятка архітектури 1720 р. 1989 р.
- Селянський будинок (1912 р.) на площі Павлівській, 4, Харків. 2016—2020 рр.[5]

Співавтор проєктів реставрації архітектурних пам'яток:
- Будівля військкомату (колишній готель «Епштейн») по вул. Полтавський Шлях, Харків. Пам'ятник архітектури середини XIX століття. 2003 р. (у співавторстві з В. М. Лопатько).
- Миколаївська церква, Харків. Пам'ятник архітектури початку XIX століття. 1995 р. (у співавторстві з Г. М. Черкашиною та В. М. Лопатько).
- Свято-Троїцький собор, Чернігів. Пам'ятник архітектури XVII століття. 1974—1980 рр. (у співавторстві з М. М. Говденко).
- Храм початку ХК століття в с. Голофєєвка Бєлгородської області (РФ). 2004 р. (у співавторстві Л. Колесніковою).

Автор історико-опорних планів і зон охорони пам'яток архітектури історичних міст України, історико-археологічних та історико-архітектурних заповідників:
- Наукове обгрунтування меж історико-археологічного заповідника «Верхній Салтів» в Харківській області.
- Проєкт зон охорони пам'яток архітектури м. Луганська та Луганської області. Реалізовано в 1996 р
- Проєкт історико-опорного плану і Проєкт зон охорони пам'яток архітектури м. Донецька. 2008 р
- Проєкт визначення меж історичних ареалів м Харкова. Реалізовано в 2009 р
- Розробка історико-опорного плану і Проєкт зон охорони пам'яток архітектури історичного центру м Харкова. Реалізовано в 1990—2005 рр.
- Розробка історико-опорного плану і Проєкт зон охорони пам'яток архітектури м. Маріуполя. Реалізовано в 1995 р
- Розробка історико-опорних планів та Проєктів зон охорони пам'яток архітектури міст Куп'янськ, Вовчанськ, Ізюм, Балаклія, Богодухів Харківської області. Не реалізовані.
- Обгрунтування меж заповідної території Свято-Успенського Святогорського монастиря в Донецькій області.

Автор об'єктів нового будівництва:
- Євангельська церква «Добра Звістка», Харків.
- Пам'ятник студбатівцям, Харків (у співавторстві).
- Православна церква, смт. Великий Бурлук Харківської області. 2001 р.
- Православна церква, смт. Зачепилівка Харківської області. 2003 р.
- Православна церква, с. Руська Лозова Харківської області. 1992 р.
- Православний храм, с. Лагері Харківської області. 1995 р.
- Резиденція єпископа Харківсько- Запорізького по вул. Гоголя, 4, Харків. 2011 р. — перша черга.
- Римо-католицький монастир отців Маріанів по вул. Клочківській, Харків. 2011 р.
- Свято-Георгіївська церква в Свято-Георгіївському скиті Свято-Успенської Святогірської лаври, с. Долина Донецької області. 2011 р.
- Храм Преображення Господнього в Свято-Успенській Почаївській лаврі. 2017 р.
- Церква Святого Андрія Первозванного, с. Хоружівка Сумської області. 2004 р.
- Каплиця, м. Чугуїв Харківської області.
- Каплиця меморіалу Головного управління Національної поліції України в Харківській області по вул. Жон Мироносиць, 13, Харків. 1997 р.[6]
- Домова церква по пров. Синельникова, Харків. 2007 р.[3]

## Вибрані праці
- Градостроительство Московского государства ХУІ-ХУП веков / ред. Н. Ф. Гуляницкий. — Москва: Стройиздат, 1994. — 318 с. — Из текста: Панорамы городов Слободской Украины XVIII в. Реконструкция В. Е. Новгородова. — С. 84; Засечные черты на юге Русского государства в 5080-е гг. XVII в. Схема В. Е. Новгородова. — С. 84 ; Планы крепостей Слободской Украины до перепланировки. — С. 85.
- Новгородов В. Е. Золотой венец старого Харькова / В. Е. Новгородов // Univeгsitates. Наука и просвещение. — 2004. — № 3. — С. 46-57.
- Новгородов В. Е. Золотой венец старого Харькова. Успенский собор — памятник архитектуры XVIII века: ист.-архит. очерк / В. Е. Новгородов. — Харьков: Прапор, 1990. — 48 с.
- Новгородов В. Є. Історико-архітектурна спадщина Слобідської України / B. Є. Новгородов // Вісник інституту УкрзахідПроєктреставрація, 1997. — Т. 7. — C. 30-31.
- Новгородов В. Є. Історичний центр — зберегти для нащадків / B. Є. Новгородов // АСС: архітектура, будівництво, подія. — 2003. — жовтень. — C. 16-17.
- Новгородов В. Е. Неопалимая купина. Историко-архитектурный очерк о Покровском монастыре в г. Харькове / В. Е. Новгородов // Наука и религия. — 2002. — № 1.
- Новгородов В. Е. О реставрации Качановского дворца / В. Е. Новгородов, Ю. А. Нельговский, В. П. Подгора // Строительство и архитектура. — 1976. — № 4. — С. 31-34.[7]
- Новгородов В. Е. Развитие планировочной структуры Киево-Печерской лавры / В. Е. Новгородов // Строительство и архитектура. — 1979. — № 11. — С. 25-27.[8]
- Новгородов В. Е. Харьковский Свято-покровский монастырь // Віра і розум. — 2000. — № 1. — С. 152—160.
- Новгородов В. Е. Центр Харькова периода классицизма / В. Е. Новгородов // Архитектурное наследство. — Москва (РФ): Стройиздат, 1995. — Вып. 38 : Проблемы стиля и метода в русской архитектуре. — 400 с.[9]
- Новгородов В. Е. Элементы исторической планировки и застройки в структуре Харькова / В. Е. Новгородов // Строительство и архитектура. — 1979. — № 1. — С. 14-16.
- Новгородов В. Є. Планування Харківської фортеці у другій половині 17-го ст. / В. Є. Новгородов // Сучасні проблеми архітектури та містобудування. — 2017. — Вип. 47. — С. 133—138.
- Новгородов В. Є. Містобудівна діяльність в процесі колонізації земель Слобідської України в другій половині XVII — першій половині XVIII сторіч / В. Є. Новгородов // Містобудування та територіальне планування. — 2018. — Вип. 66. — С. 448—461
- Новгородов В. Є. Особливості реставрації архітектурних пам'яток 1920-1930-х років на прикладі будинку Державної промисловості в Харкові. / В. Є. Новгородов// Баухауз — Запоріжжя. Запорізький модернізм і школа Баухауз. Проблеми збереження модерністської спадщини: сб. -Х.: ТОВ «Діса Плюс», 2018. 511 с.[1]
- Трехсвятительская церковь в Харькове: сведения, мысли, информация по истории и архитектуре / протоиерей Иоанн Лизан, В. Е. Новгородов, A. Ю. Лейбфрейд, О. И. Денисенко. — Харьков: [б.и.], 1999. — 88 с.[10]
- Трехсвятительский («Гольберговский») храм в г. Харькове / И. Лизан, B. Е. Новгородов, А. Ю. Лейбфрейд, О. И. Денисенко // Univeгsitates. Наука и просвещение. — 2002. — № 2. — С. 36-43.
- Харьков. Архитектура. Памятники. Новостройки: путеводитель / А. Ю. Лейбфрейд, В. А. Реусов, В. Е. Новгородов и др. — Харьков: Прапор, 1985. — 151 с.
- Харьков. Архитектура. Памятники. Новостройки: путеводитель / А. Ю. Лейбфрейд, В. А. Реусов, В. Е. Новгородов и др. — 2-е изд., испр. и доп. — Харьков: Прапор, 1987. — 151 с.